# Нигматова, Феруза Йулдошевна
Феруза Йулдошевна Нигматова (7 марта 1970 года, Сырдарьинская область, Узбекская ССР) — узбекский преподаватель и политический деятель, депутат Законодательной палаты Олий Мажлиса Республики Узбекистан IV созыва. Член Либерально-демократической партии Узбекистана.

## Биография
Феруза Нигматова окончила Джизакский государственный педагогический институт. В 2020 году избрана в Законодательную палату Олий Мажлиса Республики Узбекистан IV созыва, а также назначена на должность члена Комитета по международным делам и межпарламентским связям Законодательной палаты Олий Мажлиса Республики Узбекистан.